# Songs for Me (and My Baby)
Songs for Me (and My Baby) är The Motorhomes debutalbum, utgivet på Sony Music 1999. Från skivan släpptes singlarna "It's Allright" (1999), "Into the Night" (1999), "For Whom It May Concern" (2000) och "For Tomorrow" (2000).

## Låtlista[2]
1. "Heaven Sent" - 3:09 (Mogensen)
2. "It's Alright" - 4:23 (musik: Claesson, text: Claesson, Mogensen)
3. "Don't Die Young" - 3:22 (musik: Claesson, text: Mogensen)
4. "For Whom It May Concern" - 5:24 (musik: Claesson, text: Mogensen)
5. "Into the Night" - 4:10 (musik: Claesson, text: Mogensen)
6. "Slow Down" - 7:45 (musik: Claesson, Mogensen, text: Mogensen)
7. "O'er Land" - 3:47 (musik: Claesson, text: Mogensen)
8. "Pictures at Sea" - 3:49 (musik och text: Mogensen)
9. "Thirteen" - 4:11 (musik: Claesson, text: Mogensen)
10. "For Tomorrow" - 5:05 (musik: Claesson, Mogensen, text: Mogensen)
11. "Falling from Grace" - 4:35 (musik: Claesson, text: Mogensen)

## Personal[2]
- Adam Starck – gitarr
- Daniel Skaar – gitarr
- Ian Grimble – Mix
- Junekvartetten – stråkar på "Into the Night", "Don't Die Young" "Pictures at Sea"
- Mattias Edlund – sång
- Peder Claesson – trummor, gitarr, piano
- Petur Mogensen – bas
- Simon Nordberg – producent

## Listplaceringar
| Lista (1999-2000) | Topplacering |
| ----------------- | ------------ |
| Sverige           | 20           |